# Wahltag

Wochentag der Wahl
Montag
Dienstag
Mittwoch
Donnerstag
Freitag
Samstag
Sonntag
mehrere Tage

Als Wahltag wird der Tag bezeichnet, an dem die Bevölkerung zu Wahlen innerhalb eines demokratischen Regierungssystems aufgerufen wird. In einigen Ländern fällt der Wahltag für jede Wahlperiode auf den gleichen Tag oder die gleiche Woche im Jahr. In anderen wird nur der Wochentag festgelegt. Bei mehrtägigen Wahlen, wie sie in einigen Ländern praktiziert werden, umfasst der Wahltermin den gesamten Zeitraum, in dem gewählt werden kann.
Der Wahltermin ist zu unterscheiden vom Beginn einer Wahlperiode (bei Parlamenten Legislaturperiode genannt). Diese beginnt frühestens im Anschluss an die Bekanntgabe des Wahlergebnisses, in aller Regel jedoch erst mit dem Tag der ersten, sog. konstituierenden Sitzung.
Stimm- und Wahltag – In der Schweiz finden Abstimmungen – ab und zu auch Wahlen – vor Wahlen und bis zu vier Abstimmungsterminen jährlich statt.
In Staaten mit föderalistischer Regierungsstruktur finden Wahlen auf mehreren Regierungsebenen zum Beispiel als Parlamentswahlen auf Bundes- und Landesebene und als Kommunalwahlen in den Städten und Gemeinden statt.

## Deutschland
Die Verfassungen des 19. Jahrhunderts in Deutschland legten den Wahltag nicht fest; in der Regel wurde an einem Tag unter der Woche gewählt. Erste Anträge der Sozialdemokraten, den Wahltag auf den Sonntag zu legen, scheiterten im Reichstag des Norddeutschen Bundes 1866 und 1869.
Seit Inkrafttreten der Weimarer Reichsverfassung (WRV) am 11. August 1919 muss in Deutschland der Wahltag ein Sonntag oder öffentlicher Feiertag sein (Art. 22 WRV). Diese Bestimmung war erst in der zweiten Lesung der Weimarer Nationalversammlung aufgenommen worden, während die Frage im Entwurf dem einfachen Gesetzgeber hatte überlassen werden sollen. Der Wahltag ist im Grundgesetz nicht näher geregelt; der Termin der Bundestagswahl wird vom Bundespräsidenten bestimmt. Einfachgesetzlich wird durchgängig durch das Bundeswahlgesetz und andere Gesetze festgelegt, dass es sich um einen Sonntag handeln muss. Die Wahlen zu den Volksvertretungen in Bund, Ländern, Gemeinden und zum Europäischen Parlament finden nicht unbedingt am selben Tag statt. Manfred Güllner schlug 2012 vor, den Wahltag auf einen Tag unter der Woche zu legen, um die Wahlbeteiligung zu erhöhen.

## Abstimmungs- und Wahltermin in der Schweiz
Abstimmungen und Wahlen finden in der Schweiz in den Wochen vor einem „Abstimmungssonntag“ statt (auch „Urnengang“). Vorzeitige Stimmabgabe ist in den ca. vier (bis fünf) Wochen davor die Regel, meistens als Briefabstimmung. Am traditionellen Abstimmungssonntag schließen die Stimm- und Wahllokale um 12 Uhr. Die Resultate, die die Bürger mithilfe ihrer Ämter auszählen, liegen meist schon am selben Tag am Nachmittag oder frühen Abend vor.
Auf Bundesebene werden der Nationalrat und die Ständeräte alle vier Jahre in den Wochen vor zweitletztem Sonntag im Oktober gewählt, gemeinsam mit einem der vier Abstimmungstermine, die für die Volksabstimmungen, und auch Wahlen, pro Jahr reserviert sind – im Februar/März, im Mai/Juni, im September/Oktober und Ende November.
Stimm- und Wahltermine auf Kantons- und Gemeindeebene werden zwar kantonal und kommunal festgelegt, jedoch fast immer so, dass sie mit Bundesabstimmungen zusammenfallen.

## Vereinigte Staaten
In den Vereinigten Staaten finden die Kongress- und Präsidentschaftswahlen seit 1845 an dem Dienstag statt, der zwischen den 2. und 8. November fällt (wörtlich: „first Tuesday after the first Monday in November“, „am ersten Dienstag nach dem ersten Montag im November“). Dieser Tag wurde gewählt, so dass der Wahltag nicht auf Allerheiligen fällt. Ein Dienstag wurde gewählt, um den Montag für eine Anreise zu den zunächst nur verstreut gelegenen Wahllokalen freizuhalten – sonntags fuhren viele der regelmäßigen Pferdekutschen nicht. Andere geben als Begründung an, dass der Tag der Anreise zum Wahllokal nicht auf einen Sonntag fallen sollte und deshalb der Montag ausschied, während mittwochs deshalb nicht in Frage kam, weil an diesem Wochentag häufig Bauernmärkte stattfanden. Die meisten Bundesstaaten haben den Dienstag als Wahltag auch für innerstaatliche Vorwahlen und Hauptwahlen übernommen, während in Tennessee Vorwahlen an einem Donnerstag, in Hawaii und in Louisiana an einem Samstag stattfinden.
In einigen Bundesstaaten ist der Wahltag ein gesetzlicher Feiertag. In einigen anderen haben Wahlberechtigte das Recht, zum Zweck der Wahl die Arbeitsstätte zu verlassen, allerdings ohne einen Lohnausgleich zu bekommen. Es wurden wiederholt Gesetzesvorschläge in den Kongress eingebracht, die den Wahltag bundesweit zum gesetzlichen Feiertag erklären würden. Um die Wahlbeteiligung zu erhöhen, obwohl die Wahl während der Arbeitswoche stattfindet, sind einige Bundesstaaten dazu übergegangen, ihren Bürgern die Abstimmung auch schon vor dem Wahltag zu ermöglichen. Auch die Briefwahl ist in allen Bundesstaaten möglich.
Die meisten Bundesstaaten haben ihre Parlaments- und Gouverneurswahlen mit dem Wahltag der Bundeswahlen abgestimmt, die Kommunalwahlen finden aber oft zu unterschiedlichen Zeitpunkten statt.